# Rádio Cidade (Campos Sales)
Rádio Cidade é uma emissora de rádio brasileira sediada em Campos Sales, cidade do estado do Ceará. Opera no dial FM, na frequência 103.5 MHz, e pertence ao médico e ex-prefeito de Campos Sales Paulo Ney Martins. Seus estúdios estão localizados na Travessa Francisco Gomes de Souza, e seus transmissores estão nos fundos do antigo Clube do Povão, primeira sede da emissora.

## História
Primeira emissora de rádio de Campos Sales, a Rádio Cidade é inaugurada em 23 de agosto de 1985 na frequência 1480 kHz depois de um mês no ar em caráter experimental, pelo empresário Patriolino Ribeiro. Sendo inicialmente integrante do Grupo Cidade de Comunicação, presidida por Miguel Dias de Souza, a emissora é vendida em 1988 ao médico Paulo Ney Martins. Seus primeiros locutores são Abelardo Martins, Roberto Nunes, Danúbio José, Venuílton Dias, Antônio Francisco e Carlos Alberto.
Desde então, passa a adotar uma programação musical, noticiosa e esportiva, com destaque para o primeiro programa jornalístico da emissora, o Mágoas do Povo, apresentado por Carlos Alberto e que ia ao ar de segunda a sexta, ao meio-dia. Outros programas que marcaram a história da rádio foram o Forró do Danubão, que mesclava o ritmo nordestino com notícias, indo ao ar sempre aos fins de tarde na apresentação de Danúbio José, e o Parece que Foi Ontem, retransmitido da Rádio Assunção Cearense e apresentado por Moésio Loiola. Já sob a gestão de Paulo Ney, a Rádio Cidade pede aumento de potência e muda de lugar no dial: dos 1480 kHz, migra para 630 kHz em meados de 1994. A partir de 2011, passa a contar com site próprio na internet e reformula parte de sua grade de programação.
Em 2017, a emissora pede autorização da ANATEL para iniciar seu processo de migração para a faixa FM. O desligamento da frequência AM 630 kHz estava inicialmente previsto para o dia 11 de abril de 2023; no entanto, uma avaria na rede elétrica do parque de transmissões ocorrida três dias antes antecipou o fim das emissões em ondas médias. A previsão é de que a emissora entre no ar na frequência 103.5 MHz até o fim do mês de abril, conseguindo o mesmo raio de alcance do AM (cerca de 300 km).

## Programas
- Luz Divina
- Ceará News (em rede com as emissoras do Grupo Cearasat de Comunicação)
- Show da Manhã
- Meu Cristo Não Tem Cor
- Esporte na Cidade
- Jornal do Meio-dia
- Interligado
- Cidade Mix
- Toca Toca 630
- Violas da Cidade
- Paradão Popular 630
- A Notícia do Ceará
- Comunidade em Ação
- Show da Cidade
- Papo de Roça[5]

## Comunicadores
- Chagas Souza
- Conrado Silva
- Dan Oliveira
- Júnior Moreno
- Sunshine Andrade

Comunicadores antigos
- M. Filho (hoje na Campos FM 87.9)
- Moésio Loiola (hoje na Rádio Assunção)
- Abelardo Martins
- Roberto Nunes
- Venuílton Dias
- Danúbio José
- Sergio Moura
- Carlos Alberto Albuquerque
- Nilda Romão
- Rafinha Absoluta